# Млинари (Лодзинське воєводство)
Млинари (пол. Młynary) — село в Польщі, у гміні Вольбуж Пйотрковського повіту Лодзинського воєводства.
Населення — 188 осіб (2011).
У 1975-1998 роках село належало до Пйотрковського воєводства.

## Демографія
Демографічна структура станом на 31 березня 2011 року:
|          | Загалом | Допрацездатний вік | Працездатний вік | Постпрацездатний вік |
| -------- | ------- | ------------------ | ---------------- | -------------------- |
| Чоловіки | 88      | 22                 | 52               | 14                   |
| Жінки    | 100     | 13                 | 53               | 34                   |
| Разом    | 188     | 35                 | 105              | 48                   |